# Гостий Гостилий
Гостий Гостилий (лат. Hostius Hostilius) — мифический древнеримский персонаж.
О Гостии известно, что он происходил из Медуллии. У первого римского царя Ромула он служил простым солдатом и погиб на нижних склонах холма Палатина, защищая римскую цитадель, во время сражения с сабинянами. Сабиняне напали на римскую цитадель после знаменитого похищения сабинянок. Гостий был женат на Герсилии, а его внук, Тулл Гостилий, был третьим римским царём.